# 라우 제도

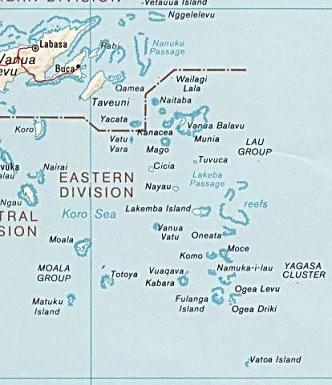
라우 제도

라우 제도(Lau Islands)는 태평양 남쪽과 코로해 동쪽에 위치한 피지의 군도로 행정 중심지는 투보우이며 육지 면적은 487km2, 인구는 10,683명(2007년 기준)이다. 행정 구역상으로는 라우주에 속한다. 100여 개 섬으로 구성되어 있으며 이 중 30여 개 섬에는 사람이 산다.

## 역사
1774년 영국의 탐험가 제임스 쿡이 바토아섬에 처음으로 도착했다. 1820년 유럽 탐험가들이 오노 일대에 처음 발을 딛었을 때쯤 라우 제도는 피지에서 가장 많이 측량이 이뤄진 곳이었다.
라우 제도의 정치적 통합은 그리 오래된 일이 아니었다. 역사적으로 라우 제도는 라우 제도 북부, 라우 제도 남부, 모알라 제도 등의 세 개의 세력으로 나뉘었다. 1855년경 통가의 왕자였던 에넬레 마푸가 라우 제도를 정복하여 병합 통치하기 시작했다. 스스로를 투이 라우 (라우의 왕)이라 칭했던 그는 헌법을 공포하고 기독교 선교단 파견을 독려했다. 1830년 라케바섬에 최초로 선교사들이 상륙했지만 쫓겨난 바 있었다. 마푸는 여기서 그치지 않고 라우 제도의 명망있는 통치자였던 투이 나야우를 복종시키기도 했다.
투이 나야우와 투이 라우라는 칭호는 1969년 동군연합으로 합쳐지게 되었다. 지난 1963년에 야부사 통가로부터 투이 라우의 지위를 수여받은 카미세세 마라가 1966년 자신의 아버지 우일라케바 3세가 사망하면서 투이 나야우라는 직위도 물려받게 되면서 생겨난 일이었다. 애초에 투이 라우라는 칭호가 1958년 마라의 삼촌인 랄라 수쿠나 사망 이후 공석으로 남아있기도 했다.
남쪽으로 투부카섬까지 해당되는 라우 제도 북부는 타베우니섬의 통치자가 다스렸으며, '투이 카카우' (다카운드로베의 최고 통치자)에게 조공을 바쳤다. 하지만 1855년 마푸 왕자가 라우 북부의 주권도 손에 넣게 되면서 바누아바발루섬에 로마로마를 건설, 자기 왕국의 수도로 삼았다.
라우 제도 남부는 북쪽으로 시시아섬까지, 남쪽 먼 곳으로 오노이라우까지 해당된다. 투이 나야우란 이름의 통치자도 있었지만 1850년대 마푸 왕자의 정복으로 통가 왕국에 종속되었다.
모알라 제도는 라우 제도보다는 바우섬과 로마이비치 제도에 더 가까운 관계로 속해 있었지만, 마푸 왕자의 정복으로 라우 제도와 한데 묶였다. 이때 이후로 행정구역상으로도 라우주의 일부로 남아있게 되었다.